# Jerold L. Grashoff
 Jerold Lee Grashoff (1 de mayo de 1945 - 3 de octubre de 1976) fue un botánico, y taxónomo estadounidense, registrado en IPNI, como descubridor de nuevas especies, y demás. habiendo desarrollado expediciones botánicas a EE. UU., México, Guatemala.

## Biografía
En 1972, obtuvo el Ph.D. por la Universidad de Texas en Austin. Fue profesor e investigador en el Dto. de Botánica y Fitopatología, de la Universidad Estatal de Míchigan, en East Lansing.
Publicó, entre otras, en Rhodora, Brittonia, Phytologia.

## Algunas publicaciones
- j.l. Grashoff. 1975. Metastevia (Compositae: Eupatorieae): A New Genus from Mexico. Brittonia 27 (1): 69–73

- ------------------. 1974. Novelties in Stevia (Compositae: Eupatorieae). Brittonia 26 (4):347-384

- ------------------, m.w. Bierner, d.k. Northington. 1972. Chromosome numbers in North and Central American Compositae. Brittonia 24: 379–394

- ------------------, john Beaman. 1969. Studies in Eupatorium (Compositae) I. Revision of Eupatorium bellidifolium and allied species. Rhodora 71: 566--576

## Honores
- Coautor del proyecto Glosario categórico para la Flora de América del Norte[3]

### Epónimos
Especies
- (Asteraceae) Ageratina grashoffii B.L.Turner[4]
- La abreviatura «Grashoff» se emplea para indicar a Jerold L. Grashoff como autoridad en la descripción y clasificación científica de los vegetales.[5]